# プロドゥア
プロドゥア（マレー語：Perodua ）は、マレーシアの自動車メーカー。ダイハツ工業とマレーシア資本との合弁会社で、Bセグメント以下のクラスのコンパクトカーを中心に製造・販売する自動車メーカーである。セランゴール州に本社を構える。

## 概要

### 第2の国産車メーカー
1993年にプロトンに続く第二の国産車メーカーとしてPerusahaan Otomobil Kedua、通称プロドゥア社が設立された。このときの出資比率はUMW Corporation（38%）、ダイハツ工業（20%）、MBM Resources（20%）、PNB Equity Resources Corporation（10%）、三井物産（7%）、ダイハツ・マレーシア（5%）である。
2001年、新たにプロドゥア（49%）、ダイハツ工業（41%）、三井物産（10%）の出資で、車体製造会社とエンジン製造会社を統括する持株会社プロドゥア・オート・コーポレーションが設立され、製造部門はダイハツが子会社化している。

### 今後の展開
元々はプロドゥアをスモールカー専門とすることで、やや大きめの車種を扱うプロトンとの棲み分けを図っていたが、2005年には同じセグメントに属する車種が両社から相次いで発売され（プロトン・サヴィとプロドゥア・マイヴィ）、直接競合することとなった。この勝負はプロドゥアの圧勝となり、その結果2006年にはついにプロトンを抜いてマレーシア市場最大手に躍り出た。
プロトン同様、政府の保護政策の恩恵を受けられる国内市場への依存度が高く、イギリスなど14ヶ国にも輸出しているが年3,000台程度の規模に留まっている。今後は輸出をさらに拡大する方針でインドネシアへの進出が計画されている。

## 車種一覧

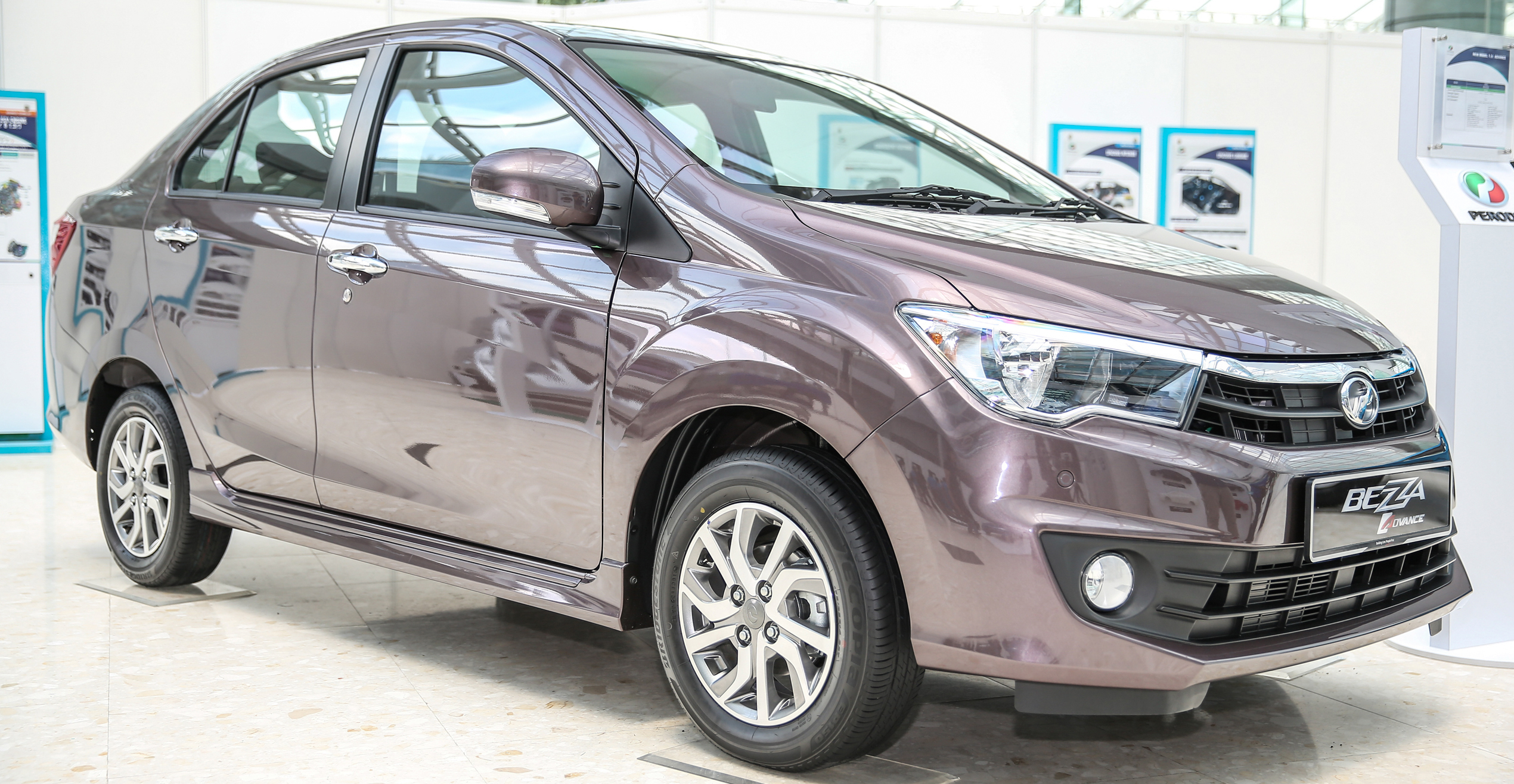
プロドゥア・ベザ

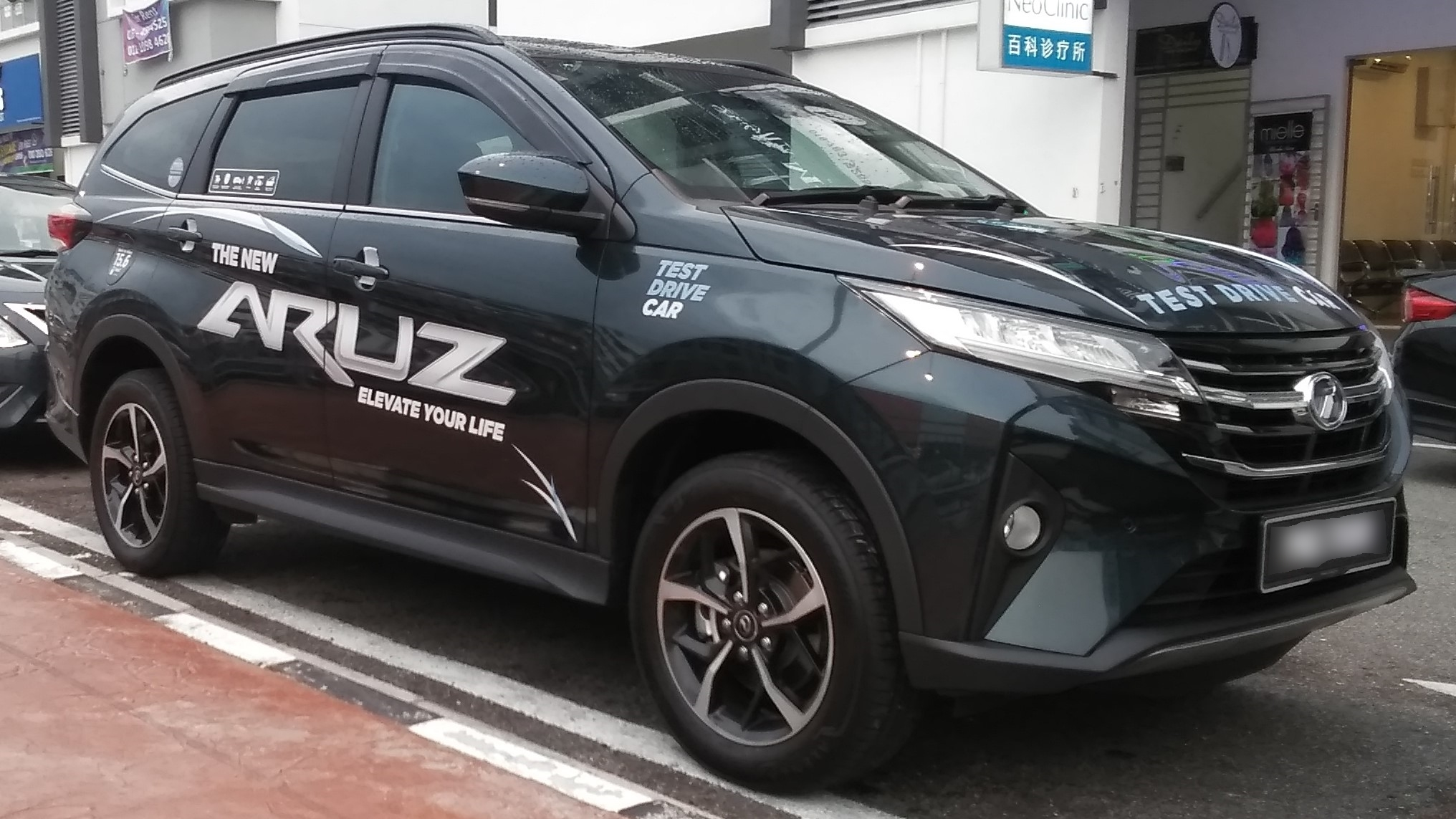
プロドゥア・アルズ

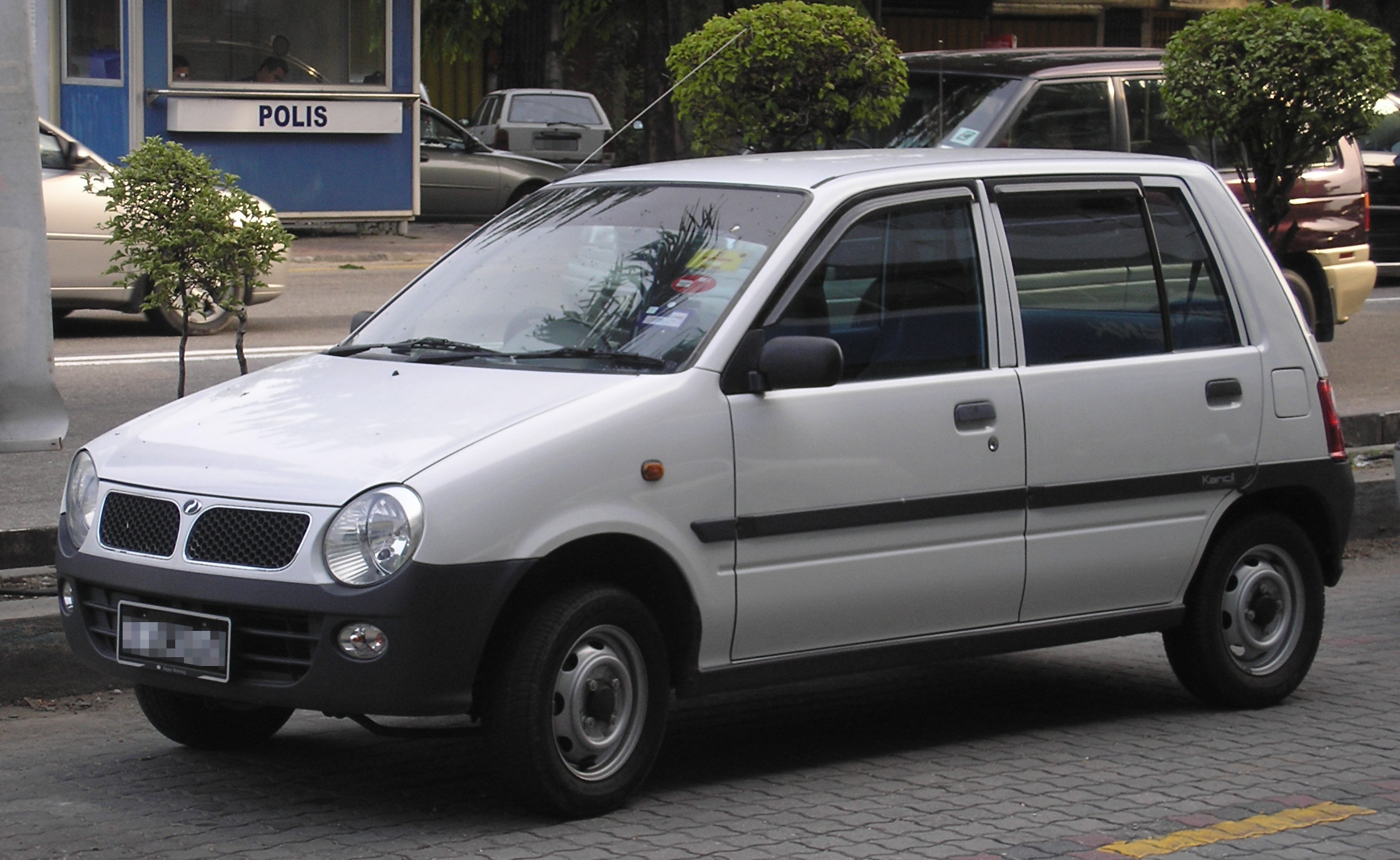
プロドゥア・カンチル

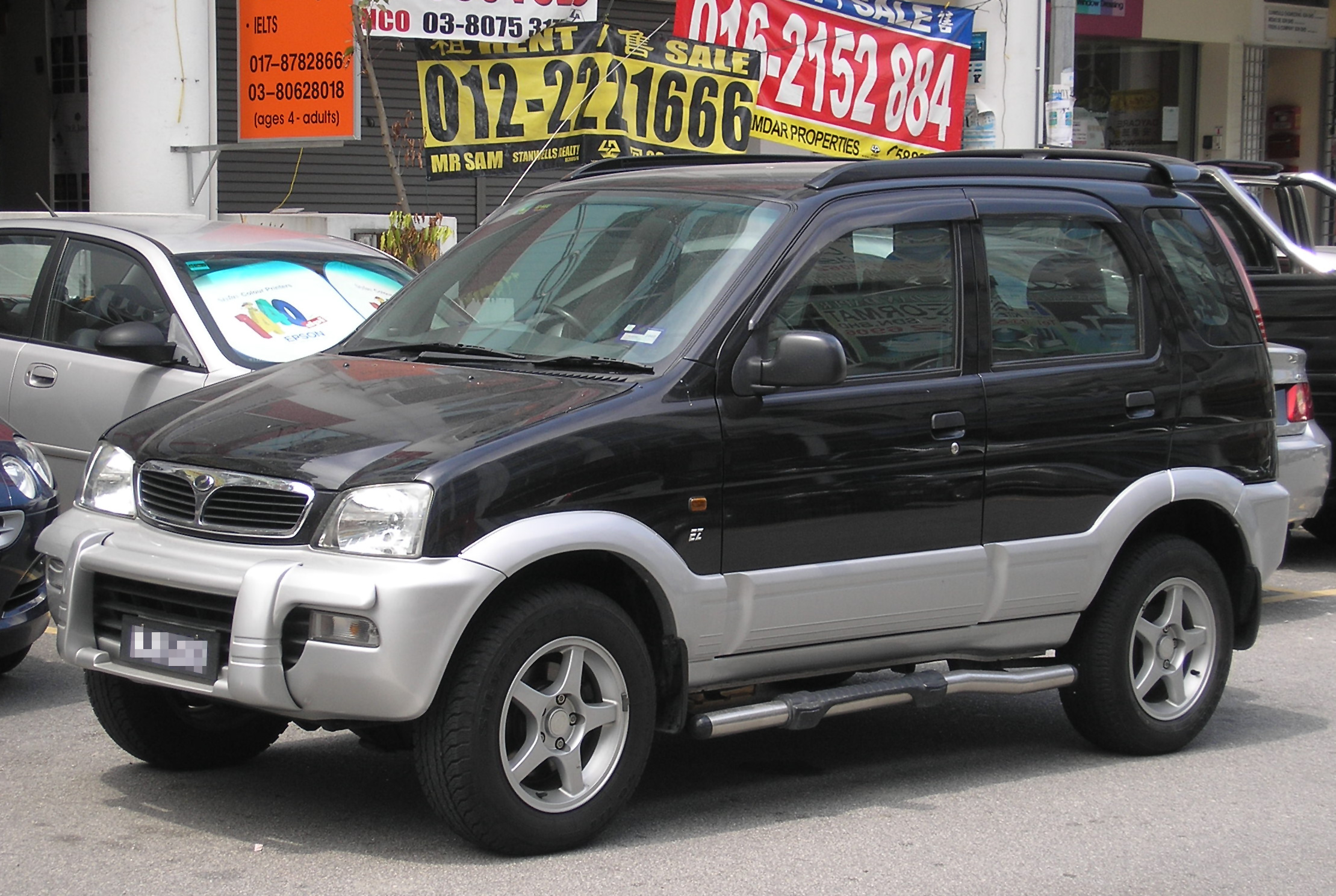
プロドゥア・クンバラ

### 現行車種
ごく一部を除き、全てダイハツの姉妹車である。
- マイヴィ

2代目まではダイハツ・ブーン/トヨタ・パッソがベース。3代目はオリジナルデザインとなり、Bセグメントクラスのハッチバックに昇格した。4代目のダイハツ・シリオンもこちらをベースとしている。
- アルザ

初代は、ダイハツ・ブーンルミナス/トヨタ・パッソセッテがベースだったが、2代目からは、ダイハツ・セニア/トヨタ・アバンザ/トヨタ・ヴェロッツがベース。
- アジア

基本プラットフォームは初代ダイハツ・ミライース/トヨタ・ピクシスエポック/スバル・プレオ+がベース。2代目からはトヨタ・アギアベース。
- ベザ

上記のアジアをベースに再設計・再開発された同社初にして唯一のノッチバック（3ボックス）セダン。こちらも基本プラットフォームは初代ダイハツ・ミライース/トヨタ・ピクシスエポック/スバル・プレオ+がベース。Aセグメントクラスに準拠している。
- アルズ

ダイハツ・テリオス（3代目）がベース。2019年1月に販売が開始された。トヨタ自動車向けにもトヨタ・ラッシュとして、OEM供給されている。
- アティバ

ダイハツ・ロッキー/ トヨタ・ライズ がベース。2021年3月3日に販売が開始された。

### 生産終了車種
- ミラがベースとなったモデル
  - カンチル - 3代目
  - ニッパ - 3代目
  - クリサ - 5代目
  - ビバ - 6代目
- クナリ - 2代目ムーヴがベース
- ルサ - ゼブラがベース
- クンバラ (Kembara)

ダイハツ・テリオス/トヨタ・キャミがベース。1998年から2008年にかけて発売。ノーティカの販売開始に伴い生産終了。
- ノーティカ (Nautica)

ダイハツ・ビーゴ/トヨタ・ラッシュの同型車種。2008年から2010年にかけて発売。なお、国産車ではなく日本からの輸入車種であった。